# Sonic Boom : Le Feu et la Glace
Sonic Boom : Le Feu et la Glace (Sonic Boom: Fire & Ice en anglais et Sonic Toon: Fire & Ice au Japon) est un jeu vidéo de plates-formes développé par Sanzaru Games et édité par Sega, sorti en 2016 sur Nintendo 3DS.

## Accueil
- Destructoid : 7/10[1]
- Game Informer : 7/10[2]
- IGN : 7,5/10[3]
- Jeuxvideo.com : 12/20[4]